# شب در موزه: کامونرا دوباره برمی‌خیزد
شب در موزه: کامونرا دوباره برمی‌خیزد (انگلیسی: Night at the Museum: Kahmunrah Rises Again) یک فیلم پویانمایی آمریکایی محصول سال ۲۰۲۲ به کارگردانی مت دانر، نویسندگی ری دلاورنتیس و ویلیام شیفرین است، که دنباله شب در موزه: راز مقبره (۲۰۱۴) و چهارمین قسمت در سری فیلم‌های شب در موزه محسوب می‌شود.

## داستان
فیلم دربارهٔ نیک دیلی، پسر لری دیلی است که در موزه تاریخ طبیعی نگهبان شبانه می‌شود. وقتی که فراموش می‌کند در زیرزمین را قفل کند، یک دشمن قدیمی باز برمی‌گردد.

## صدا پیشگان
- جاشوا باست … نیک دیلی، پسر لری دیلی، و جدیدترین نگهبان امنیتی موزه تاریخ طبیعی آمریکا
- جیمی دمتریو … دکتر مک فی، مدیر موزه تاریخ طبیعی و رئیس سابق لری
- جیلیان جیکوبز … اریکا دیلی، همسر سابق لری و مادر نیک
- زکری لی‌وای … پدر نیک و نگهبان قبلی موزه
- شلبی سیمونز … میا، دوست دختر نیک
- بوئن ینگ … رونی، نگهبان شب موزه که تنها پس از چند دقیقه ترک می‌کند.
- توماس لنون در نقش تئودور روزولت، مجسمه مومیایی بیست و ششمین رئیس‌جمهور ایالات متحده.
- آلیس ایساز در نقش ژان دارک، مجسمه زنی که فرانسوی‌ها را در جنگ علیه انگلیسی‌ها رهبری کرد و چشم‌اندازهای آینده را می‌بیند.

## انتشار
این فیلم به‌طور انحصاری در دیزنی پلاس در ۹ دسامبر ۲۰۲۲ پس از تأخیر در اکران سال ۲۰۲۱ منتشر شد. این فیلم به جای استودیوی قرن بیستم تحت پرچم والت دیزنی پیکچرز منتشر شد.

## بازخوردها
در سایت جمع‌آوری نقد راتن تومیتوز، این فیلم دارای نمره ۷۱٪ تاییدیه بر اساس نظرات ۱۴ منتقد را به خود اختصاص داده‌است که آن را به بالاترین امتیاز انتقادی از مجموعه فیلم شب در موزه تا به امروز تبدیل می‌کند.